# Життя на Марсі

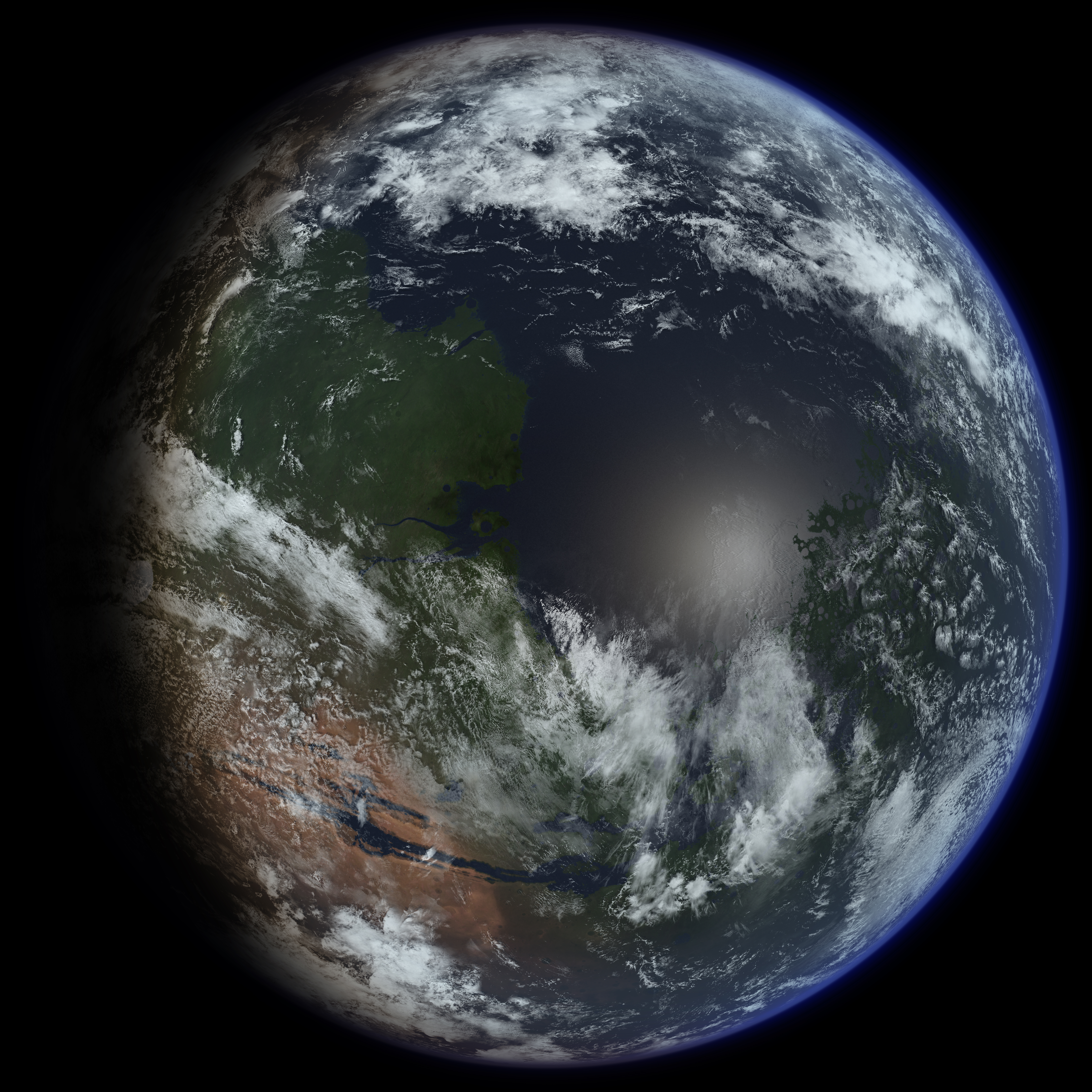
Художня ілюстрація того, як поверхня та атмосфера Марса могли б виглядати, якби планета була тераформована.

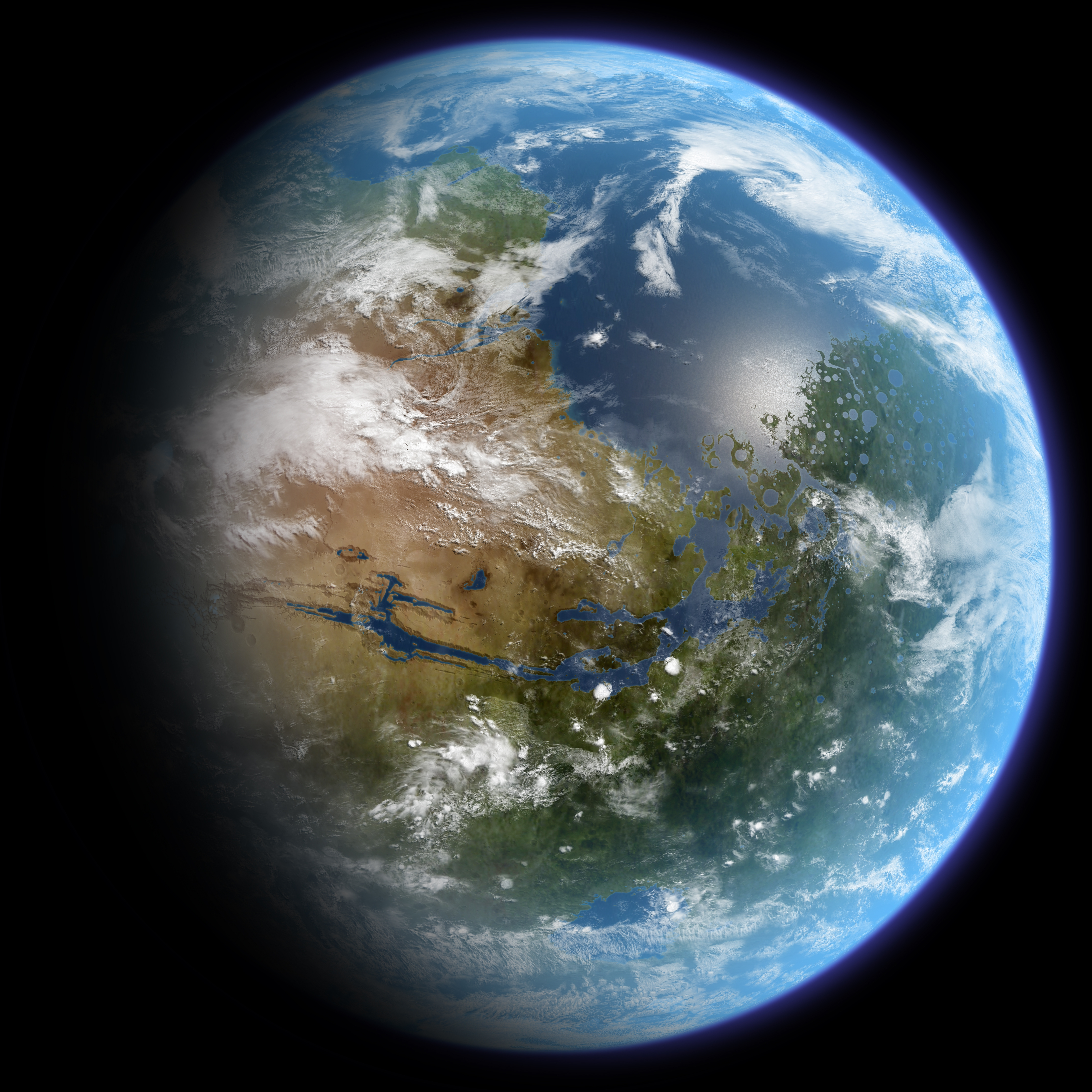
Інша художня інтерпретація терраформованого Марса

Протягом цілих століть люди розмірковували над імовірністю життя на Марсі, зважаючи на близькість та подібність цієї планети до Землі. Серйозні пошуки ознак життя розпочалися у XIX столітті, і вони продовжуються й досі через телескопні спостереження та космічні місії із висадкою апаратів на Марсі. У той час як рання праця в цьому напрямку зосереджувалася на феноменології та межувала із фантазією, сучасні наукові підходи змусили науковців фокусувати увагу на пошуку води, хімічних біосигнатур у ґрунті та кам'яних породах на поверхні планети, а також біосигнатур у газах атмосфери.
Марс становить особливий інтерес у контексті дослідження виникнення життя через схожість цієї планети до Землі на ранніх етапах її формування. Марс видається особливо сприятливим для таких досліджень, оскільки він має холодний клімат, на ньому відсутні такі явища як тектоніка плит або дрейф континентів, тож планета залишилася майже незміненою з кінця Гесперійського періоду. Вік щонайменше двох третин поверхні Марса налічує понад 3,5 мільярда років, а тому Марс може таїти в собі найкращий збір інформації щодо пребіотичних умов, які зрештою могли б призвести до абіогенезу, навіть якщо життя не існує, або й ніколи не існувало на цій планеті. Наразі залишаються відкритими питання щодо того, чи існує зараз життя на Марсі, або чи воно існувало там у минулому, а фантазії на тему фантастичних марсіан є повторюваною рисою масової розважальної культури XX та XXI століть.
24 січня 2014 року агенція NASA повідомила, що теперішні дослідження, які виконуються на Марсі за допомогою марсоходів «К'юріосіті» та «Оппортьюніті», відтепер будуть спрямовані на пошук ознак існування древнього життя, у тому числі біосфери на основі автотрофних, хемотрофних та/або хемолітотрофних мікроорганізмів, а також древніх водойм, у тому числі річково-озерних середовищ (рівнин, пов'язаних із положенням древніх річок чи озер), які могли колись бути придатними для життя. Пошук ознак життєпридатності, тафономії (пов'язана із скам'янілостями) та органічного вуглецю на планеті Марс є зараз першочерговою метою і напрямком діяльності NASA.

## Ранні спостереження й гіпотези
|                                                 |  |                                                                       |
| Історична карта Марса від Джованні Скіапареллі. |  | Марсіанські канали в інтерпретації астронома Персіваля Ловелла, 1898. |

Полярні льодові шапки на Марсі були помічені ще в середині XVII століття, а наприкінці XVIII століття Вільям Гершель уперше довів, що вони періодично розростаються та зменшуються, почергово — у зимовий та літній періоди на кожній півкулі. До середини XIX століття астрономи вже знали, що Марс подібний до Землі й за іншими ознаками, наприклад, що тривалість дня на Марсі — майже така ж, як і на Землі. Вони також знали, що нахил осі обертання планети теж подібний до земного, а це означало, що на Марсі існують пори року, як і на Землі, тільки вони майже вдвічі довші, зважаючи на набагато більшу тривалість марсіанського року. Усі ці спостереження призвели до поширення спекуляцій навколо гіпотези, за якою темніші альбедо-деталі — це вода, а світліші — це суша. Тому цілком слушним ставало припущення, що планету Марс може населяти певна форма життя.
У 1854 році Вільям Вевелл, представник Триніті-коледжу (Кембридж), популяризатор слова scientist (укр. науковець), теоретизував, що на Марсі можуть бути моря, суша та, ймовірно, певні форми життя. Спекуляції навколо тематики існування життя на Марсі вибухнули наприкінці XIX століття, після того, як деякі спостерігачі побачили на Марсі, за допомогою телескопів дещо, що отримало назву «марсіанські канали», які пізніше виявилися лиш оптичними ілюзіями. Попри це, у 1895 році американський астроном Персіваль Ловелл опублікував свою книжку «Марс», а потім, у 1906 році, — «Марс та його канали», висловлюючи в цих книгах думку, що марсіанські канали — це творіння давно зниклих цивілізацій. Ця ідея надихнула британського письменника Герберта Веллса написати роман «Війна світів» (1897), у якому описувалося вторгнення на Землю прибульців із Марса, які рятувалися від висихання своєї планети.
Спектроскопічний аналіз атмосфери Марса по-справжньому розпочався у 1894 році, коли американський астроном Вільям Воллес Кемпбелл довів, що ані води, ані кисню в марсіанській атмосфері немає. До 1909 року якісніші телескопи та найкращі перигелієві протистояння Марса, що спостерігалися з 1877 року, остаточно покінчили із гіпотезою каналів.

## Придатність для життя
Хімічні, фізичні, геологічні та географічні чинники формують середовище Марса. Окремі вимірювання та розрахунки цих факторів можуть бути недостатніми для того, аби назвати певне середовище придатним для життя, але сукупність такої інформації може допомогти передбачити розташування місцевостей із більшим чи меншим потенціалом життєпридатності. Два сьогоднішні екологічні підходи до прогнозування потенційної життєпридатності марсіанської поверхні використовують 19 чи 20 факторів середовища, роблячи акцент на наявності води, температурі, а також присутності поживних речовин, джерела енергії та захисту від сонячного ультрафіолету та галактичного космічного випромінювання.
Науковці не знають, яка кількість параметрів є мінімальною для визначення потенціалу життєпридатності, але вони певні, що їх число має бути більшим, ніж один чи два фактори з таблиці нижче. Так само і в кожній групі параметрів — для кожного з них ще треба визначити поріг життєпридатності. Лабораторні симуляції показують, що кожного разу, коли поєднуються декілька летальних факторів, шанси на виживання різко падуть. Поки що немає опублікованих повноцінних симуляцій марсіанського середовища, у яких поєднувалися б усі біоцидні фактори.
| Фактори життєпридатності | Фактори життєпридатності |
| ------------------------ | --- |
| Вода                     | - Активність води (aw) - Минулі/майбутні обсяги рідини (льоду) - Солоність, pH, та Eh наявних запасів води |
| Хімічне середовище       | Поживні речовини: - C, H, N, O, P, S, основні метали, основні живильні мікроелементи - Фіксований азот - Доступність/мінералогія Поширення та летальність токсинів: - Важкі метали (напр., Zn, Ni, Cu, Cr, As, Cd тощо, також деякі з основних, які стають токсичними при високій концентрації) - Глобально поширені окиснювальні ґрунти |
| Енергія для метаболізму  | Сонячна (лише поверхнева та надповерхнева) Геохімічна (підповерхнева) - Оксиданти - Відновники - Відновно-оксидаційний градієнт |
| Сприятливі фізичні умови | - Температура - Екстремальні добові температурні коливання - Низький тиск (Чи існує поріг низького тиску для земних анаеробів?) - Сильне ультрафіолетове бактерицидне опромінення - Галактична космічна радіація та сонячні протонні бурі (довготривалі накопичувальні ефекти) - Леткі окисники, що виникли під впливом сонячного ультрафіолету, напр., O2-, O-, H2O2, O3 - Клімат/мінливість (географія, пори року, добові варіації, а також варіації, спричинені осьовим нахилом планети) - Поверхня Марса (ґрунтові процеси, кам'яні мікросередовища, хімічний склад пилу, геологічне щитування) - Високий вміст CO2 в атмосфері планети - Транспортування (еолові, підземні водні потоки, поверхневі води, зледеніння) |

### Минуле
Останні моделі продемонстрували, що навіть при густій атмосфері, з високим вмістом CO2, ранній Марс був, фактично, холодніший, аніж Земля. Однак тимчасові періоди потепління, пов'язаного із впливом вулканічної активності, могли створити такі умови, які були б сприятливими для формування мереж долин пізнього Нойського періоду, хоча ближче до середини Ноахійського періоду планетарні умови були, найімовірніше, морозяні. Місцеві потепління середовища в результаті вулканізму та подібних чинників були б радше спорадичні, однак, мабуть, було багато таких явищ, які змушували воду текти поверхнею Марса. Мінералогічний та морфологічний аналізи вказують на погіршення життєпридатності планети вже починаючи з середини Гесперійського періоду. Справжні причини такого повороту ще не до кінця зрозумілі, але можуть бути пов'язаними із комбінацією різних природних процесів, до яких належать втрата ранньої атмосфери, або сильна ерозія поверхні, або і те й те.
Втрата марсіанського магнітного поля справила значний вплив на розвиток поверхневого середовища через втрату атмосфери та збільшення вхідної радіації; ця зміна сильно понизила придатність марсіанської поверхні для життя. Якби на планеті було магнітне поле, атмосфера захистила б поверхню від ерозії сонячним вітром, а це, своєю чергою, забезпечило б збереження щільної атмосфери, необхідної для існування води у рідкій формі на поверхні Марса. Втрата атмосфери супроводжувалася пониженням температур. Частина запасів рідкої води випарувалася й була перенесена на полюси, у той час як решта опинилася ув'язненою в шарі льоду під поверхнею.
Спостереження на Землі, поряд із числовим моделюванням, продемонстрували, що зіткнення з космічним об'єктом, у результаті якого утворюється кратер, може завершитися формуванням тривалої гідротермальної системи, якщо в корі планети присутній лід. Наприклад, 130-кілометровий кратер міг би підтримувати активну гідротермальну систему навіть до 2-х мільйонів років — отже, достатньо довго для того, аби змогло виникнути мікроорганічне життя.
Зразки ґрунту та каміння, досліджені у 2013 році марсоходом NASA — «К'юріосіті» — за допомогою його бортових інструментів, забезпечили дослідників додатковими відомостями щодо декількох факторів життєпридатності. Команда марсохода ідентифікувала в зразках цього ґрунту деякі із ключових інгредієнтів, необхідних для життя, у тому числі сірку, азот, водень, кисень, фосфор та, ймовірно, вуглець, а також глинисті мінерали, що дозволяє припустити існування давним-давно, на місці збору цих зразків, якогось водного середовища — можливо озера, або древнього русла річки — з нейтральною та не надто солоною водою. 9 грудня 2013 року в NASA повідомили, що на основі інформації із марсохода «К'юріосіті», який виконував дослідження в районі рівнини Aeolis Palus, у кратері Ґейл містилося древнє прісноводне озеро, середовище якого могло бути придатним для мікробіологічного життя. Підтвердження того, що на Марсі існували потоки рідкої води, а також — наявність поживних речовин та мінералів, та колишнє відкриття давньої магнітосфери, яка захищала планету від космічної та сонячної радіації, — усі ці дані переконливо свідчать про те, що Марс у минулому міг мати необхідні фактори середовища для підтримування життя. Однак, навіть однозначна оцінка колишнього середовища Марса як такого, що є придатним для життя, ще не є сама по собі підставою стверджувати, що життя на Марсі колись справді існувало. Та якщо й існувало, це, найімовірніше, були мікроорганізми, які жили групами, у рідинах або на поверхні намулу, — або як окремі мікроорганізми, або як біоплівка, відповідно.

### Сьогодення
Не було знайдено жодного однозначного доказу існування біосигнатур або органіки марсіанського походження, тож пошук продовжуватиметься, і не лише з плином часу, зі зміною марсіанських сезонів, а й із заглибленням у минуле — як тільки марсохід «К'юріосіті» почне вивчати те, що записано в акумулятивній історії каміння з кратера Ґейл. І хоча науковці не зійшлися в думці щодо мінімального числа параметрів для визначення потенціалу життєпридатності, деякі команди все ж спромоглися висловити певні гіпотези на основі симуляцій.

#### Підповерхневе середовище
Хоча скидається на те, що марсіанські ґрунти не є явно токсичними для земних мікроорганізмів, життя на поверхні Марса є надзвичайно малоймовірним, оскільки його поверхня просто «купається» в радіації та є цілковито замерзлою. Тому найкращими потенційними місцями для пошуку ознак життя на Марсі можуть виявитись підповерхневі середовища, які ще до цього часу не були досліджені. Поширений у минулому вулканізм, ймовірно, створив розломи й печери під поверхнею Марса в різних геологічних пластах, і в цих порожнинах теоретично могла зберегтися вода у рідкому стані, таким чином формуючи великі водоносні горизонти із відкладеннями солоної рідкої води, мінералів, органічних молекул та доступом до них геотермального тепла, — потенційно забезпечуючи середовище, придатне для життя, віддалене від суворих умов поверхні планети.

#### Поверхнева ропа
Хоча вода у формі рідини й не зустрічається на поверхні Марса, декілька експериментів із моделювання дають змогу припустити, що в певних місцевостях планети можуть розташовуватись регіони, у яких можливе формування під поверхнею тонких плівок водянистої ропи або перхлорату, які, своєю чергою, можуть становити потенційне місце проживання соле- та холодолюбних організмів, подібних до земних (психрофільних галофілів). Різноманітні солі, присутні у марсіанських ґрунтах, можуть виконувати роль антифризу, утримуючи воду в рідкому стані при температурі, набагато нижчій від звичної точки замерзання, за умови, що вода є в наявності в певних місцевостях, сприятливих для такого розвитку. Астробіологи прагнуть дізнатися більше, адже поки що про ці відклади ропи відомо недостатньо. Така соляниста вода або може, або й не може бути життєпридатною для мікроорганізмів із Землі чи Марса. Деякі дослідники висловлюють скептичні думки з цього приводу, стверджуючи, що, хоча й важливі в хімічному плані, тонкі плівки нестійкої водяної рідини навряд чи здатні виконувати роль місць, пригожих для життя. Так чи інакше, команда астробіологів встановила, що активність води в соляних плівках, температура, або обидва ці чинники — є нижчими тих біологічних бар'єрів, які діють по всій марсіанській поверхні та в неглибоких шарах під нею.
Руйнівний вплив іонізаційної радіації на клітинну структуру є одним із основних обмежувальних факторів для виживання живих організмів у потенційних астробіологічних середовищах. Навіть на глибині двох метрів під поверхнею будь-які мікроби, імовірно, були б бездіяльними, кріоконсервованими через тамтешнє морозне середовище, а тому метаболічно неактивними та нездатними протидіяти руйнації клітин, коли б вона відбувалася. Окрім того, сонячне ультрафіолетове (UV) випромінювання, як виявилося, є особливо несприятливим для виживання мікробів, стійких до холоду, що було визначено шляхом штучного відтворення умов марсіанської поверхні, у процесі якого ультрафіолетове випромінювання могло легко й просто проникати крізь органічно-соляну матрицю, у яку були занурені бактеріальні клітини. Окрім того, Програма дослідження Марса, яка працює під егідою NASA, стверджує, що життя на поверхні Марса є вкрай малоймовірним, зважаючи на присутність супероксидів, які розщеплюють органічні (на основі вуглецю) молекули, які є фундаментальною складовою для розвитку життя.

### Космічна радіація
У 1965 році міжпланетна космічна станція «Марінер-4» визначила, що у Марса відсутнє планетарне магнітне поле, яке б захищало планету від потенційно небезпечної для життя космічної та сонячної радіації. Спостереження, виконані наприкінці 1990-х космічним апаратом Mars Global Surveyor, підтвердили це відкриття. Науковці припускають, що відсутність магнітосферного захисту посприяла сонячному вітру розметати більшу частину атмосфери Марса за період у декілька мільярдів років. Як наслідок, планета стала вразливою до радіації із космосу приблизно на 4 мільярди років. Зараз іонізаційна радіація на Марсі є в середньому на два порядки величини (у 100 разів) вищою, ніж на Землі. Навіть найвитриваліші з відомих клітин не змогли б вижити в такій космічній радіації поблизу поверхні Марса протягом настільки тривалого часу. Після мапування рівнів космічної радіації на різних глибинах марсіанської поверхні, дослідники зробили висновок, що будь-яка форма життя в межах декількох метрів від планетарної поверхні загинула б від смертельних доз космічної радіації. Команда вчених вирахувала, що накопичуване пошкодження, яке завдається ДНК та РНК космічною радіацією, встановлює бар'єр глибини, на якій можливе віднайдення бездіяльних живих клітин на Марсі, на рівні 7,5 м під поверхнею планети і нижче.
Навіть найбільш терпимі до радіації земні бактерії змогли б проіснувати у стані бездіяльних спор лише протягом 18 000 років на марсіанській поверхні; на 2-метровій глибині, яка є максимальною, якої здатен досягти за допомогою бура марсохід «ЕкзоМарс» — час виживання становив би від 90 000 до півмільйона років, залежно від типу скельної породи, під якою такі бактерії перебували б.
Детектор рівня радіації (RAD) на борту марсохода «К'юріосіті» зараз оцінює потік біологічно небезпечної радіації до поверхні сучасного Марса, і завдяки цим вимірюванням допоможе визначити, яким чином такі радіаційні потоки варіюються впродовж добових, сезонних, сонячних циклів, а також певних епізодичних (сонячний спалах, шторм) проміжків часу. Ці вимірювання дадуть змогу зробити підрахунки щодо рівня глибини в скелі або ґрунті, до якого такий радіаційний потік, діючи протягом тривалих періодів часу, створює радіоактивну зону, смертельну для відомих науці земних організмів.

Дослідження, опубліковане в січні 2014 року на основі даних, зібраних за допомогою інструменту RAD, виявило, що дійсна доза радіації, яка поглинається поверхнею, становить 76 мГр/рік, а також що «іонізаційна радіація сильно впливає на хімічні сполуки та структури, особливо — на воду, солі та компоненти, чутливі до відновників та окисників, як-от органічна матерія». Незалежно від походження марсіанської органічної матерії (метеоритне, геологічне або біологічне), її вуглецеві зв'язки є вразливими до розщеплення й подальшого перегрупування та сполучення із навколишніми елементами під дією випромінювання іонізованих заряджених частинок. Така покращена оцінка рівня радіації під марсіанською поверхнею дає можливість робити припущення щодо збереження ймовірних органічних біосигнатур — як функції глибини, а також щодо часу виживання ймовірних мікробних чи бактеріальних форм життя, застиглих у бездіяльному стані під поверхнею планети. Доповідь завершується твердженням, що виконані in situ
...вимірювання властивостей поверхні — та оцінка верхніх її шарів — стримують межу виживання для марсіанської органічної матерії на рівні декількох метрів від марсіанської поверхні, вище від якої органіка б розкладалася та піддавалася іонізаційній радіації.

### Фіксація азоту
Азот, після вуглецю, за деякими міркуваннями, є найважливішим елементом, необхідним для життя. Тому потрібна наявність азоту в кількості від 0,1 до 5 % і більше для того, аби можна було порушити питання про його виникнення й розповсюдження. В атмосфері Марса є азот (у формі N2) у невеликій кількості, але цього недостатньо для підтримки фіксації азоту, необхідної для включення в біологічні структури. Азот у формі нітратів, якщо такий присутній, міг би стати ресурсом для людей при колонізації Марса, зокрема, його можна було б використовувати як живильну речовину для підтримки росту рослин, а також у різних хімічних процесах. На Землі нітрати зазвичай пов'язуються із присутністю перхлоратів у пустельних середовищах, і це може бути властиво також і Марсу. Очікується, що нітрати, якщо існують на Марсі, мають бути стабільними, та сформованими в результаті якихось електричних, або руйнівних геологічних процесів. Поки що немає даних щодо їх присутності на планеті.

### Низький тиск
До подальших ускладнювальних факторів для оцінки життєпридатності марсіанської поверхні належить той факт, що науці відомо дуже мало про розвиток мікроорганізмів в умовах тиску, близьких до тих, які діють на поверхні Марса. Деякі команди науковців визначили, що певні бактерії можуть виявитись спроможними до клітинної реплікації при низькому тиску, до 25 мбар, але навіть таке його значення є вищим за атмосферний тиск на поверхні Марса (від 1 до 14 мбар). В іншому дослідженні двадцять шість штамів бактерій було відібрано на основі їхнього виживання в стерильних умовах установ із монтажу космічних апаратів; лише один штам — Serratia liquefaciens ATCC 27592 — проявив здатність розвиватись в умовах низького тиску, до 7 мбар, при температурі 0 °C та в збагаченому CO2 безкисневому середовищі.

## Рідка вода

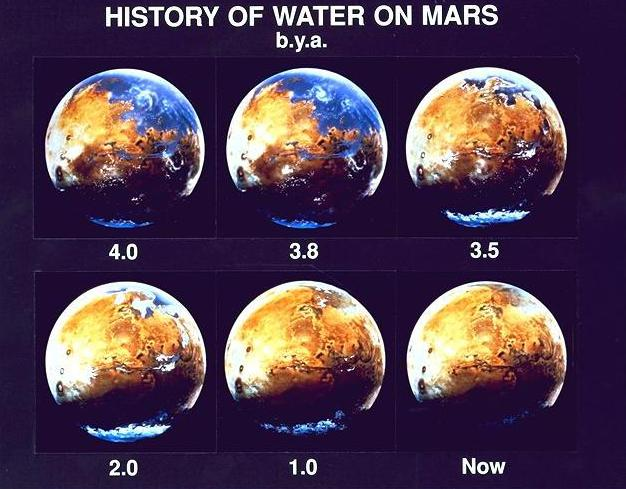
Серія художніх інтерпретацій того, як вода могла покривати поверхню Марса в минулому.

Рідка вода, необхідна для тієї форми життя, яка нам відома, не може існувати на поверхні Марса, хіба що на найнижчих висотах, і то — лише протягом хвилин чи годин. Вода в стані рідини не з'являється на самій поверхні, але вона може формуватися в дуже маленьких кількостях навколо часток пилу в снігу, який прогрівається Сонцем. Крім того, древні екваторіальні пласти льоду під землею, з'єднані з поверхнею через системи печер, можуть повільно сублімуватись або танути.
Вода на Марсі існує майже суто у вигляді льоду, з розташуванням на полюсах планети у форматі марсіанських полярних льодових шапок, а також на невеликій глибині під марсіанською поверхнею, у тому числі в інших температурних широтах. Невелика кількість водяних випарів присутня в атмосфері. На самій поверхні Марса не існує водних об'єктів із водою саме у рідкому стані, оскільки середнє значення атмосферного тиску на поверхні становить близько 600 Па — 0,6 % від земного нормального атмосферного тиску (на рівні моря), — а також тому, що температура на Марсі є надто низькою (−63 °C), що призводить до негайного замерзання. Попри це, близько 3,8 млрд років тому атмосфера була густішою, температура вищою, і вода у незліченних кількостях текла поверхнею планети, формуючи, окрім річок та озер, величезні океани. За приблизними оцінками, примордіальні марсіанські океани мали б покривати від 36 % до 75 % поверхні планети.

Потоки на схилі кратера Ньютон, у теплішу пору року.

Аналіз марсіанських пісковиків, поряд із даними, отриманими за допомогою орбітальної спектрометрії, дозволяє припустити, що води, які колись існували на поверхні Марса, мали б бути надто солоними для того, аби підтримувати більшість земноподібного життя. Так, Н. Тоска та його команда науковців виявили, що марсіанська вода в тих місцевостях, які вони досліджували, мала активність води в межах w ≤ 0,78 до 0,86 — рівень, смертельний для більшості земних організмів. Однак, бактерії виду Haloarchaea спроможні жити в надзвичайно солоних водних розчинах, аж до точки граничної соляної насиченості.
У червні 2000 року ймовірний доказ існування сучасних рідких водних потоків на поверхні Марса було виявлено у формі потокоподібних яроутворень. Окрім цих, схожі зображення, виконані орбітальним космічним апаратом Mars Global Surveyor, були також опубліковані у 2006 році, що давало підстави для припущень, нібито вода час від часу тече поверхнею Марса. Проте насправді зображення демонстрували не зовсім потоки води. На них, радше, були зображені певні зміни форми стрімких схилів кратера та осадових порід із плином часу, і це становить поки що найпереконливішу ознаку того, що вода могла протікати цими схилами лише декілька років тому.
Серед науковців існує розбіжність стосовно того, чи дійсно лінії ярів були утворені потоками води. Дехто припускає, що цими яротвірними течіями були всього лиш потоки сухого піску. Інші вважають, що це може бути рідка ропа, яка виходить з-під поверхні, але навіть у такому випадку конкретне джерело води та механізм, який стоїть за її рухом — ще не зрозумілі.

### Кремній

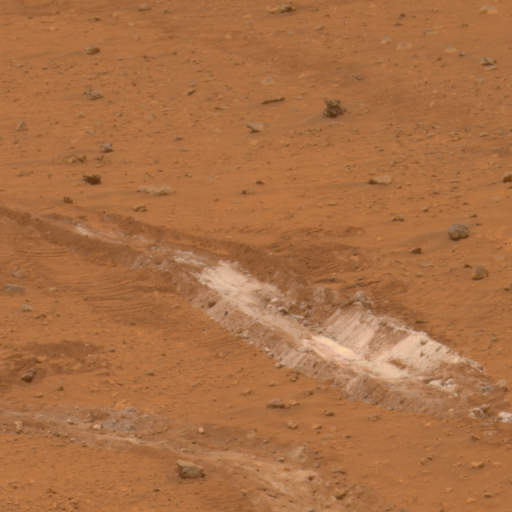
Багата на кремній місцевість, відкрита марсоходом «Спіріт»

У травні 2007 року марсохід «Спіріт» розворушив своїм неповоротким колесом клапоть поверхні, відкривши таким чином місцину, надзвичайно багату на діоксид кремнію (90 %). Ця особливість нагадує ефект термальних вод, коли вони вступають у контакт із вулканічними скельними породами. Науковці розглядають це як ознаку минулого середовища, яке могло бути сприятливим для бактеріального життя, і теоретизують щодо одного з варіантів походження кремнію, згідно з яким ці відклади могли утворитися як наслідок взаємодії ґрунту із кислотними випарами, що продукувалися в результаті вулканічної активності в присутності води.
На основі земних аналогів можна стверджувати, що гідротермальні системи на Марсі мали б бути надзвичайно привабливими для дослідників через їхній потенціал до презервації органічних та неорганічних біосигнатур. З цієї причини до підземних гідротермальних джерел відносяться як до важливих мішеней у процесі пошуку викопних ознак давнього марсіанського життя.

## Можливі біосигнатури

### Метан
Залишки метану в атмосфері Марса були відкриті у 2003 році та підтверджені у 2004-му. Оскільки метан — газ нестабільний — його присутність означає, що на планеті мусить бути якесь активне його джерело, яке дало б змогу утримувати його на такому кількісному рівні в атмосфері. За приблизними оцінками, Марс мав би продукувати до 270 тонн метану за рік, проте удари астероїдів можуть бути відповідальними за виробництво лише 0,8 % загального обсягу метану. Хоча й припускають існування геологічних джерел метану, як-от серпентинізація, однак брак теперішньої вулканічної, гідротермальної активності або гарячих точок говорять всупереч теорії геологічного походження метану. Було висловлено припущення, що метан виробляється в результаті хімічних реакцій у метеоритах, які відбуваються під впливом сильного розжарювання при входженні в атмосферу. Однак дослідження, опубліковане в грудні 2009 року виключило таку можливість, натомість результати іншого дослідження, опубліковані у 2012 році, дозволяють зробити припущення, що джерелом метану можуть виявитись органічні сполуки у складі метеоритів, які трансформуються у метан під впливом ультрафіолетового випромінювання.

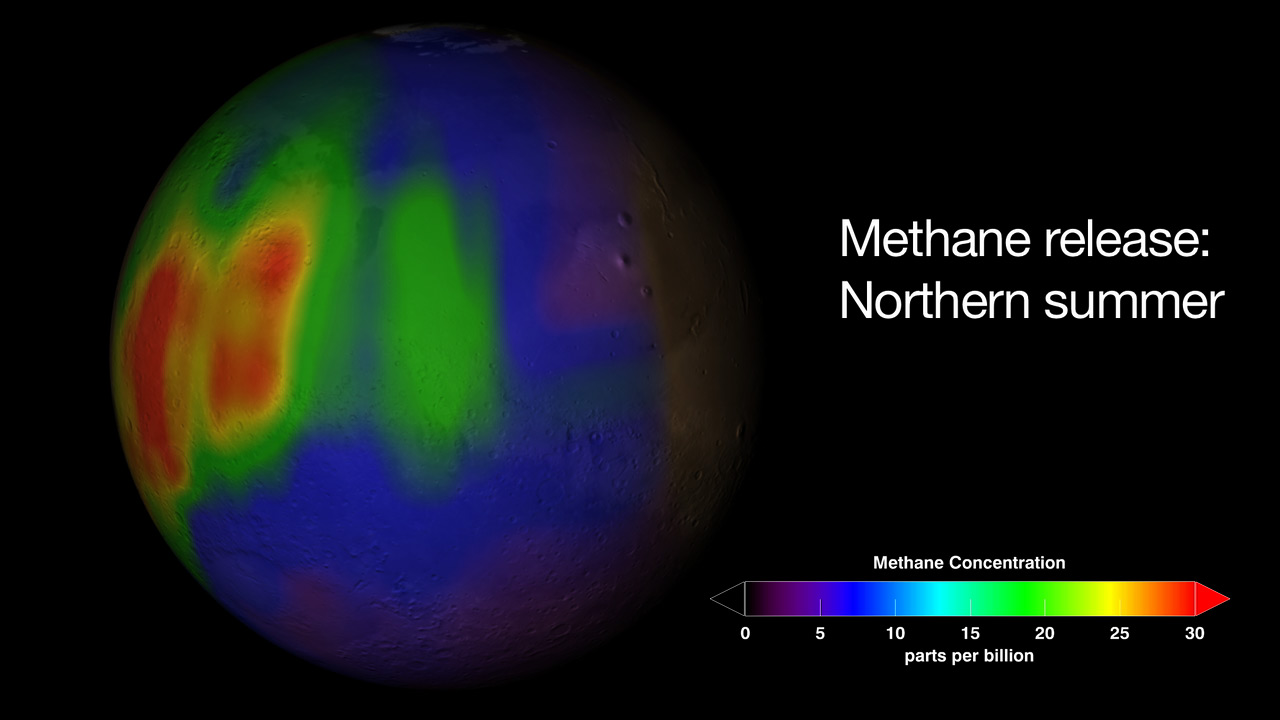
Розповсюдження метану в атмосфері Марса у північній півкулі в літній період.

Існування життя у формі мікроорганізмів, як-от метаногени, належить до можливих, але поки ще непідтверджених джерел метану. Якщо бактеріальні марсіанські форми життя здатні продукувати метан, то вони, найімовірніше, мешкають глибоко під поверхнею, де все ще зберігається достатньо тепла, аби вода могла існувати в рідкому стані.
З моменту відкриття в 2003 році метану в атмосфері, деякі вчені займалися розробкою моделей та експериментів in vitro по тестуванню росту й розвитку метаногенних бактерій на симульованому марсіанському ґрунті, при цьому всі чотири метаногенні штами, які брали участь у тестуванні, виробляли істотну кількість метану, навіть у присутності соляного перхлорату з масовою часткою в 1,0 %. Отримані результати демонструють, що перхлорати, які були виявлені космічним апаратом «Фенікс» на Марсі, не виключають можливість існування на планеті метаногенів.
Команда, яка працює під керівництвом Левіна, припускає, що обидва явища — виробництво метану та його розчинення — можуть мати стосунок до середовища метанотвірних та метаноспоживчих мікроорганізмів.
У червні 2012 року вчені доповіли, що вимірювання співвідношення вмісту водню та метану в атмосфері Марса можуть допомогти у визначенні ступеня ймовірності існування життя на планеті. За даними науковців, «…низькі співвідношення H2/CH4 (менш ніж 40, приблизно) означатимуть, що життя, найімовірніше, присутнє й активне». Інші науковці нещодавно доповідали про методи виявлення водню та метану в позаземних атмосферах.
На противагу відкриттям, описаним вище, дослідження, виконані Кевіном Занле — планетарним науковцем із Дослідницького центру Еймса (NASA), та двома його колегами, дали змогу зробити висновок, що «поки що немає безперечних ознак присутності метану на Марсі». Ці вчені стверджують, що до цього часу найбільш переконливі з опублікованих спостережень цього газу в атмосфері Марса виконувались на частотах, на яких стає особливо важко уникнути втручання метану із земної атмосфери, а тому результати таких спостережень є ненадійними. Крім цього, вони заявляють, що опубліковані результати спостережень, найбільш сприятливі для їх розцінювання як доказу існування метану в атмосфері Марса, є цілком сумісними також і з відсутністю цього газу на Марсі.
Марсохід «К'юріосіті», який здійснив посадку на Марсі у серпні 2012 року, здатний виконати вимірювання, які дозволять відрізнити різні ізотопологи метану; але навіть якщо в результаті місії буде визначено, що сезонним джерелом метану є мікроскопічне марсіанське життя, такі форми життя, найімовірніше, мешкають глибоко під поверхнею, за межами досяжності інструментів марсохода. Перші вимірювання, виконані за допомогою налаштовного лазерного спектрометра (TLS) марсоходом «К'юріосіті», виявили, що на місці приземлення в момент виконання цих замірів було менш ніж 5 ppb метану в атмосфері. 19 липня 2013 року науковці NASA опублікували результати нового аналізу атмосфери Марса, які сповіщають про відсутність метану навколо місця висадки марсохода «К'юріосіті». 19 вересня 2013 року NASA знову доповіли про відсутність ознак атмосферного метану на рівні 0,18 ± 0,67 ppbv (максимально точні виміри, яких здатне досягти обладнання марсохода), що відповідає верхній межі у всього лиш 1,3 ppbv (з точністю до 95 %), а тому, у результаті отримання цих даних, вчені у підсумку визнають, що ступінь ймовірності сучасної бактеріальної активності на Марсі значно знизився.
Індійський космічний зонд Мангальян, запущений у космос 5 листопада 2013 року, займеться пошуком метану в атмосфері Марса за допомогою свого метанового сенсора (англ. Methane Sensor for Mars, MSM). Прибуття зонда на орбіту Марса заплановане на 24 вересня 2014 року. Інший орбітальний апарат, ExoMars Trace Gas Orbiter, запуск якого запланований на 2016 рік, повинен зайнятися подальшими дослідженнями метану, якщо його присутність на планеті буде підтверджена, а також такими його продуктами розпаду, як формальдегід та метанол.

### Формальдегід
У лютому 2005 року було оголошено, що спектрометр Planetary Fourier Spectrometer (PFS) орбітального апарата «Марс-експрес» Європейського космічного агентства зафіксував сліди формальдегіду в атмосфері Марса. Вітторіо Формізано, керівник PFS, висловив припущення, що формальдегід може виявитись побічним продуктом оксидації метану, а також, за його словами, може слугувати доказом того, що Марс або надзвичайно активний у геологічному плані, або ж є притулком для колоній мікробного життя. Науковці NASA вважають попередні висновки вартими уваги й подальших досліджень, але відкидають будь-які однозначні твердження про існування життя на планеті.
Не зважаючи на час, станом на 2024 рік, вчені все ж таки продовжують припускати, що саме формальдегід, відомий своєю здатністю зберігати мертві тканини, міг зіграти ключову роль у зародженні життя на Марсі. Це відкриття змінює наші уявлення про можливі процеси, які могли відбуватися на Червоній планеті мільярди років тому.

### Метеорити
NASA веде каталог для 34 марсіанських метеоритів. Ці метеоритні уламки є надзвичайно цінними, оскільки крім них на Землі немає жодних фізичних зразків із планети Марс. Дослідження, виконані Космічним центром імені Ліндона Джонсона, показують, що щонайменше три метеорити з цих 34-х містять потенційні докази минулого життя на Марсі, у формі мікроскопічних структур, які нагадують скам'янілості бактерій (так звані біоморфи). І хоча зібрані наукові факти є цілком надійними, їх інтерпретація буває різною. Поки що жоден окремий ряд наукових фактів, які дають підстави для існування гіпотези стосовно того, що біоморфи мають екзобіологічне походження (так звана біогенна гіпотеза) не були ані дискредитовані, ані спростовані шляхом пояснення з небіологічної точки зору.
Протягом декількох останніх десятиліть було визначено сім критеріїв для розпізнавання в земних геологічних зразках ознак минулого життя. До цих критеріїв належать:
1. Чи є геологічний контекст зразка сумісним із життям у минулому?
2. Чи є вік зразка та його стратиграфічне місце розташування сумісним із можливістю життя?
3. Чи містить зразок ознаки клітинної морфології та колоній?
4. Чи є будь-які ознаки біомінералів, які демонструють хімічні чи мінеральні диспропорції?
5. Чи є будь-які ознаки візерунків стабільних ізотопів, які є притаманними суто біологічним формам?
6. Чи присутні будь-які органічні біосигнатури?
7. Чи є ці властивості корінними для даного зразка?

Звісно, що для загального визнання ознак минулого життя для кожного окремого геологічного зразка потрібно, щоб він відповідав більшості, а то й усім переліченим критеріям. Всі сім критеріїв ще не були підтверджені для жодного із марсіанських зразків, але їх дослідження тривають.
У 2010 році почалися повторні дослідження біоморфів, знайдених у трьох марсіанських метеоритах. Ці дослідження ведуться за допомогою набагато кращих інструментів для аналізу, аніж ті, які були доступні раніше.

#### Allan Hills 84001

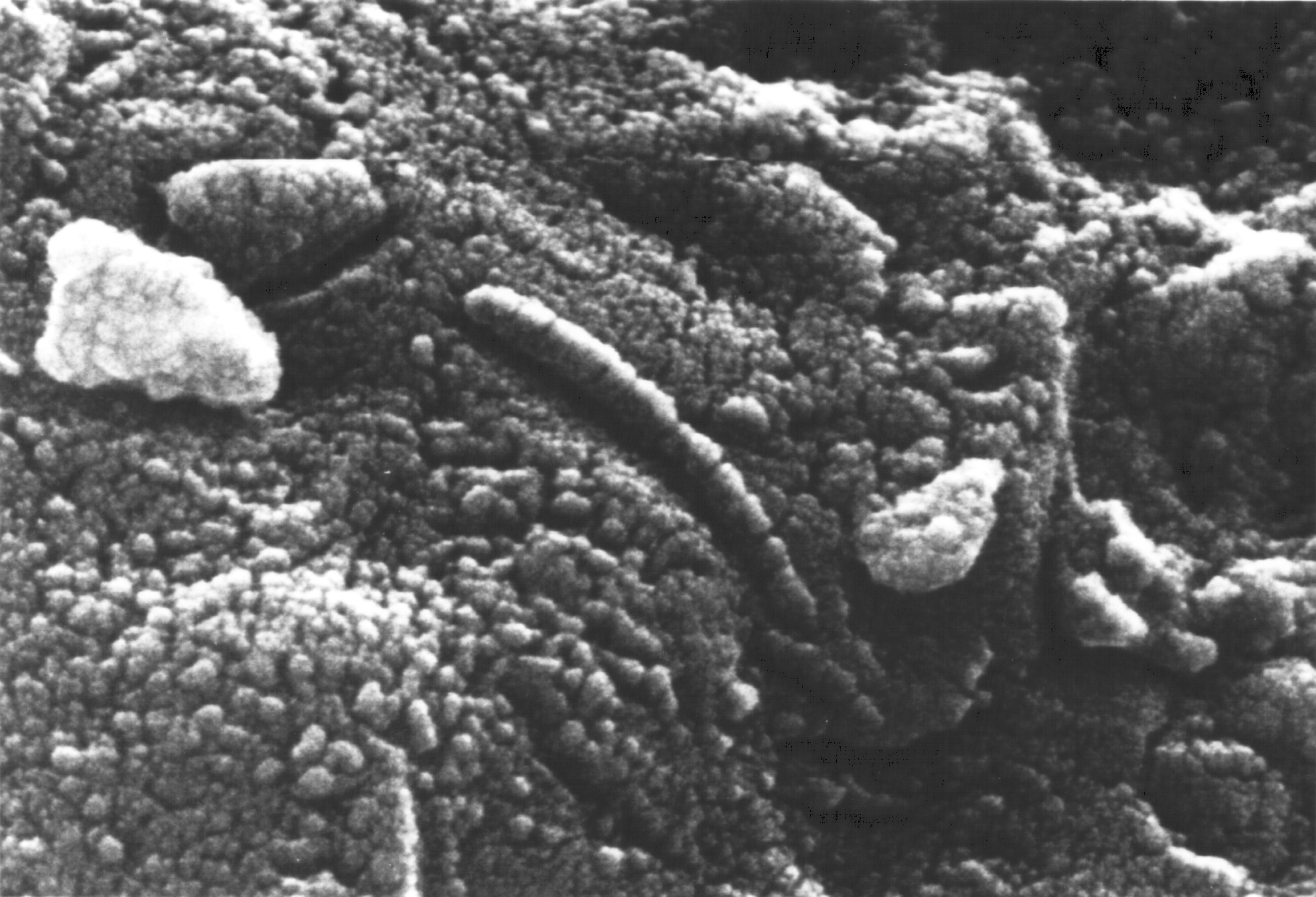
Електронний мікроскоп виявив бактерієподібні структури у фрагменті метеорита ALH 84001

Метеорит Allan Hills 84001 був знайдений в Антарктиді в грудні 1984 року учасниками проєкту ANSMET; метеорит важить 1,93 км. Цей зразок був викинутий з Марса внаслідок якогось катаклізму близько 17 мільйонів років тому, і провів 11 000 років у (або на) льодовикових щитах Антарктиди. Композитний аналіз, виконаний науковцями NASA, виявив у його складі певний різновид магнетиту, який на Землі знаходять суто у поєднанні з певними мікроорганізмами. Пізніше, у серпні 2002 року, інша команда науковців NASA під керівництвом Томаса-Кептри опублікувала результати дослідження, згідно з якими 25 % магнетиту, який міститься в метеориті ALH 84001 являє собою маленькі кристали приблизно однакового розміру, які на Землі асоціюються суто із біологічною активністю, у той час як решта цього матеріалу у зразку метеорита, схоже, є звичайним неорганічним магнетитом. Метод видобування всіх цих даних не дозволив визначити, чи є кристали ймовірно біологічного магнетиту організованими у ланцюжки, як цього можна було б очікувати. У зразку метеорита проявилися ознаки порівняно низькотемпературної другорядної мінералізації з посередництвом води, а також ознаки типових для водних середовищ деформацій, які, однак, утворилися ще до потрапляння метеорита на Землю. Була також виявлена присутність поліциклічних ароматичних вуглеводнів, рівень яких збільшується з віддаленням від поверхні.
Деякі структури, які нагадують мінералізовані екскременти земних бактерій та їхні придатки (ворсинки) або побічні продукти (позаклітинні полімерні субстанції) були виявлені на гранях карбонатних кульок та в місцях водної альтерації позаземного походження. Розмір та форма виявлених об'єктів є цілком відповідними для земних скам'янілих нанобактерій, але існування самих нанобактерій є спірним.
У листопаді 2009 року науковці NASA після більш прискіпливих аналізів доповіли, що біогенне пояснення є цілковито життєздатною гіпотезою щодо походження магнетитів у метеориті.

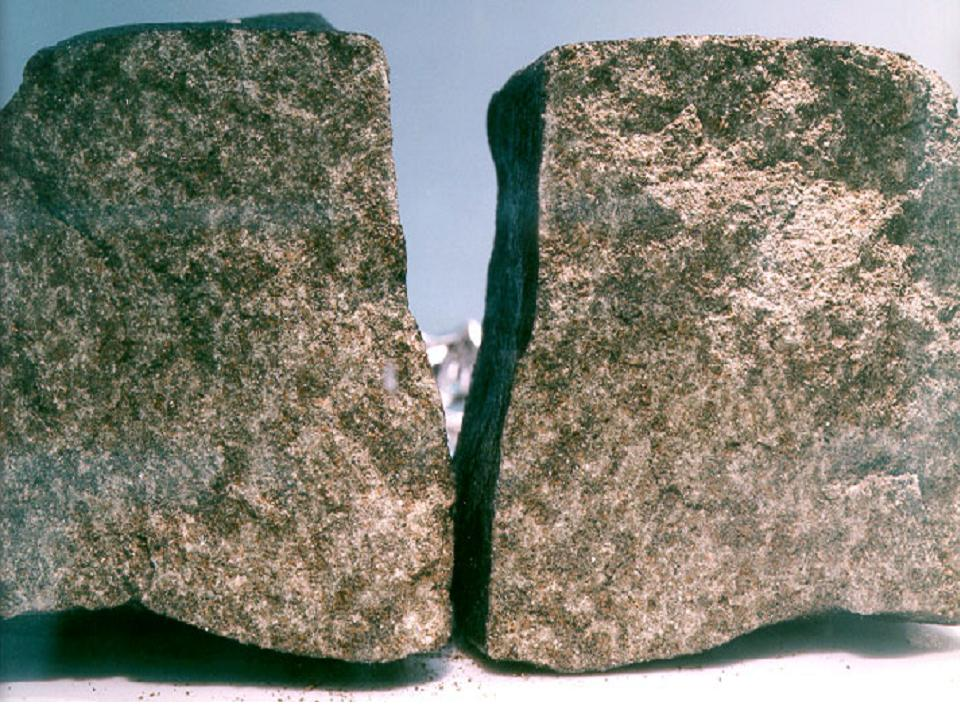
Метеорит Нахла

#### Nakhla
Падіння метеорита Nakhla на Землю відбулося 28 червня 1911 року в місцевості Нахла, Александрія, Єгипет.
У 1998 році команда із Космічного центру Джонсона, NASA, здобула невеличкий зразок цього метеорита для аналізу. Дослідники виявили у ньому ознаки стадій деформації внаслідок взаємодії із водою, які мають позаземне походження, а також об'єкти, форма та розмір яких відповідають земним скам'янілостям нанобактерій, але саме існування нанобактерій є об'єктом суперечок. Шляхом аналізу за допомогою газоадсорбційної хроматографії та мас-спектрометрії (GC-MS) у 2000 році було досліджено поліциклічні ароматичні вуглеводні з великою молекулярною масою, що містилися у цьому зразку, внаслідок чого науковці NASA підсумували, що аж 75 % органічної матерії, яка міститься в метеориті Nakhla, «не може бути результатом нещодавнього земного забруднення».
Це спровокувало підвищений інтерес до цього метеорита, тож у 2006 році NASA вдалося роздобути додатковий, і до того ж більший зразок із Лондонського музею природознавства. На цьому, другому зразку, було виявлено великі деревоподібні вуглецеві формації. Коли в 2006 році результати й докази були опубліковані, деякі незалежні науковці стали стверджувати що ці відклади вуглецю мають біологічне походження. Однак висловлювалося зауваження, що, оскільки вуглець є четвертим за поширенням хімічним елементом у Всесвіті, виявлення його у формі цікавих візерунків ще не може бути саме по собі доказом, чи навіть підставою для припущень про його біологічне походження.

#### Shergotty
Метеорит Shergotty, 4-кілограмовий марсіанський метеорит, впав на Землю в районі містечка Шерготті, Індія, 25 серпня 1895 року, а його залишки майже відразу були віднайдені очевидцями. Цей метеорит — порівняно молодий, за приблизними підрахунками він утворився на Марсі всього лиш 165 мільйонів років тому, має вулканічне походження. Він утворений переважно з піроксенів, і вважається, що протягом декількох століть він піддавався деформації внаслідок взаємодії з якимось водним середовищем. Певні особливості внутрішнього складу метеорита нагадують залишки біоплівки та пов'язаних із нею мікробних популяцій. Вчені працюють над пошуком магнетитів у місцях, які позначають різні стадії деформації метеорита внаслідок взаємодії з водою.

#### Yamato 000593
Yamato 000593 — це другий за величиною метеорит з планети Марс, знайдений на Землі. Проведені дослідження дозволяють припустити, що даний марсіанський метеорит був сформований близько 1,3 млрд років тому із потоку лави на Марсі. Зіткнення з якимось космічним тілом відбулося на Марсі близько 12 млн років тому, внаслідок чого метеорит був викинутий з поверхні планети у відкритий космос. Метеорит приземлився на планеті Земля в Антарктиді приблизно 50 000 років тому. Маса метеорита становить 13,7 кг, і в ньому були виявлені ознаки давнього розмиття водою. На мікроскопічному рівні на деяких його ділянках були виявлені кульки, багаті на вуглець, у той час як на інших ділянках такі кульки відсутні. Такі багаті на вуглець сферули, як стверджують науковці NASA, могли бути сформовані в результаті біологічної активності.

## Гейзери на Марсі
|                                                                                                  |  | |
| Художня ілюстрація, на якій зображено струмені піску, що вивергаються у формі гейзерів на Марсі. |  | Наближене зображення темних плям на дюнах, які могли утворитися в результаті холодних гейзероподібних вивержень. |

Сезонне замерзання й розмороження південної льодової шапки призводить до формування павукоподібних, концентричних каналів, вирізьблених під дією сонця у пластах льоду товщиною в один метр. Потім сублімований CO2 — а можливо й вода — підвищують внутрішній тиск такого льодового шару, тим самим спричиняючи гейзероподібні виверження холодних газів, часто змішаних із темним базальтовим піском або брудом. Цей процес — дуже швидкий, за спостереженнями — розвивається від кількох днів до кількох тижнів чи місяців — швидкість розвитку досить незвична у геології, а особливо — для Марса.
Команда угорських науковців висловила припущення, що найкраще помітні деталі гейзерів — темні плями на дюнах та павукоподібні канали — можуть виявитись колоніями фотосинтетичних марсіанських мікроорганізмів, які проводять зимовий період під льодовиковою шапкою, а коли сонячне випромінювання знову дістається полюса ранньою весною, світло проникає крізь лід, мікроорганізми накопичують енергію через фотосинтез і нагрівають найближче середовище. Кишеня рідкої води, яка б моментально випарувалася в умовах тонкої атмосфери Марса, є замкнутою в льодовій брилі навколо цих бактерій. Разом із тим як лід тоншає, діяльність мікроорганізмів починає даватися взнаки на поверхні. Коли шар тане цілковито — мікроорганізми швидко висихають і чорніють, а навколо їх місця розташування утворюється ореол сірого кольору. Угорські науковці вважають, що навіть складний процес сублімації є недостатнім для пояснення формування та еволюції темних плям на дюнах у просторі й часі. З моменту їх відкриття, письменник-фантаст Артур Кларк займався пропагуванням ідеї, що ці формації є вартими дослідження з астробіологічної точки зору.
Багатонаціональна європейська команда вчених припускає, що якщо рідка вода справді формується у павукоподібних каналах протягом щорічного циклу розмерзання, це може забезпечувати своєрідну екологічну нішу, де певні мікроскопічні форми життя могли б переховуватись та адаптовуватись, маючи над собою укриття від руйнівної сонячної радіації. Британська команда теж розглядає таку можливість, що органічна матерія, мікроби, або й прості рослини могли б співіснувати зі згаданими формаціями, особливо якщо до загальної системи входить рідка вода, а також джерело геотермальної енергії. Однак, вони звертають увагу на те, що більшість геологічних структур цілком можуть мати пояснення, яке ніяким чином не торкатиметься гіпотези органічного життя на Марсі. Була висловлена пропозиція розробити спеціалізований апарат Mars Geyser Hopper для безпосереднього дослідження марсіанських гейзерів.

## Вихідне забруднення
Планетарний захист Марса має за мету запобігти біологічному забрудненню планети. Основним завданням є збереження чистоти планети з інформаційної точки зору, щоб можна було досліджувати історію природних процесів на Марсі без небезпеки наткнутися на якісь мікробіологічні елементи земного походження, перенесені на планету в процесі дослідницької діяльності людей. Останнє називається вихідним забрудненням (англ. forward contamination). Існує чимало свідчень щодо того, що може трапитись, якщо організми з тих регіонів Землі, які були ізольовані один від одного протягом значних періодів часу, проникнуть у середовища одні одних. Види, які довго були ув'язнені в одному середовищі, можуть процвітати й швидко розмножуватися — аж до втрати контролю — в іншому середовищі, нерідко спричиняючи значну шкоду (а то й винищення) корінним видам. За певних умов ця проблема могла б ще більше посилитись, якби форми життя з однієї планети проникли у цілковито чужу їм екосистему іншого світу.
Основна небезпека того, що апаратні засоби можуть забруднити Марс, походить від нецілковитої стерилізації космічних апаратів, що пов'язано із виживанням деяких дуже живучих земних бактерій (екстремофілів) попри всі зусилля, спрямовані на їх знищення. До апаратних засобів належать посадкові модулі (лендери), зонди, що зазнали аварії, апарати або інструменти, які вимикаються після завершення своєї місії, а також вхідні, спускові та посадкові системи, які зазнають аварій під час приземлення. Це й спричинило потребу проведення досліджень за участю таких радіорезистентних мікроорганізмів, як Deinococcus radiodurans та представників родів Brevundimonas, Rhodococcus та Pseudomonas, по визначенню їхньої здатності до виживання у симульованих марсіанських умовах. Результати одного із цих експериментів із радіаційного опромінювання, у поєднанні з попереднім радіаційним моделюванням, свідчать, що бактерії роду Brevundimonas sp. MV.7, поміщені на глибині всього лиш 30 см у марсіанський пил, могли б виживати під дією космічної радіації навіть до 100 000 років, перед тим як зазнати 10⁶-кратного зменшення загальної чисельності. Дивно, але подібні до марсіанських добові цикли змін температури та відносної вологості досить жорстко вплинули на життєздатність клітин штаму Deinococcus radiodurans. Що ж до інших дослідів, то Deinococcus radiodurans виявили неспроможність розвиватися також при низькому атмосферному тиску, при 0 °C, або за відсутності кисню.

## Життя у симульованих марсіанських умовах
26 квітня 2012 року науковці доповіли про те, що певний вид лишайників-екстремофілів спромігся вижити та продемонстрував неабиякі результати в плані здатності до адаптації через фотосинтетичну активність, проживши у симульованих марсіанських умовах 34 дні у лабораторії марсіанських симуляцій (англ. Mars Simulation Laboratory, MSL). Дослід проводився під контролем Німецького аерокосмічного центру. Однак, здатність виду виживати у певному середовищі — це не одне й те саме, що його здатність процвітати, розмножуватись та еволюціонувати у цьому ж середовищі, а тому необхідне проведення подальших досліджень.

## Космічні місії

### Станція «Марінер-4»
| |  | |
| Кратер Марінер, яким його зняв «Марінер-4» у 1965 році. Такі знімки демонстрували, що Марс може виявитися надто сухим для того, аби на ньому могли існувати будь-які форми життя. |  | Острівки обтічної форми, якими їх зняв орбітальний апарат «Вікінг», демонструють, що на Марсі бували величезні потоки. Місце, у якому був виконаний знімок, розташоване у квадранглі Lunae Palus. |

Автоматична міжпланетна станція «Марінер-4» виконала перший успішний політ до Марса у 1965 році, надіславши звідти перші знімки марсіанської поверхні. Ці фотографії відкрили всім безплідну поверхню Марса, без річок, океанів та будь-яких ознак життя. Ба більше, на них було видно (принаймні на тих частинах Марса, які були сфотографовані), що поверхня Марса всіяна кратерами, що є ознакою відсутності тектоніки плит та будь-якого вивітрювання протягом щонайменше 4 млрд років. Космічний апарат також виявив, що на планеті відсутнє глобальне магнітне поле, яке могло б захистити її від потенційно небезпечної для життя космічної радіації. Апарат зміг вирахувати атмосферний тиск на планеті, який становив, за його даними, близько 0,6 кПа (порівняно із земним 101,3 кПа), а це означає, що вода в рідкому стані не може існувати на поверхні планети. Після польоту «Марінера-4» метод пошуку ознак життя на планеті Марс змінився: науковці зосередили увагу на пошуку бактерієподібних живих організмів, замість того, щоб шукати багатоклітинних, оскільки для останніх умови на планеті були явно надто жорсткими.

### Орбітальні апарати «Вікінг»
Вода в рідкому стані є необхідною для відомих нам форм життя та їх метаболізму, тож якби така вода була присутня на Марсі, шанси на те, що вона могла підтримувати життя, були б визначальними. Орбітальні апарати Вікінг виявили ознаки ймовірних річкових долин у багатьох місцевостях, ознаки ерозії та, у південній півкулі, річкові розгалуження.

### Експерименти «Вікінга»
Першочерговим завданням апаратів Viking середини 1970-х було проведення експериментів, спрямованих на виявлення мікроорганізмів у марсіанському ґрунті, оскільки сприятливі умови для еволюції багатоклітинних організмів на Марсі минули близько чотирьох мільярдів років тому. Тести були розроблені таким чином, аби виконати розпізнавання ознак мікробних форм життя, як-от ті, що існують на Землі. Із чотирьох експериментів лише один (під назвою «Labeled Release», LR — «виділення мічених речовин») завершився позитивним результатом, продемонструвавши підвищене утворення 14CO2 під спрямованою дією на ґрунт води та поживних речовин. Усі вчені погоджуються стосовно двох пунктів, які можна виокремити з результатів програми «Вікінг»: що радіомічений 14CO2 таки справді виділявся в процесі експерименту Labeled Release, та що GCMS не виявила жодних органічних молекул. Однак інтерпретації значення цих результатів вкрай різні.

Згідно з посібником із астробіології за 2011 рік, результати дослідження GCMS стали вирішальним фактором, згідно з яким
...для більшості науковців програми «Вікінг» кінцевим висновком стало те, що місія «Вікінга» не спромоглася виявити ознаки життя в марсіанському ґрунті.
Один із розробників експерименту «Labeled Release», Гілберт Левін, вірить у те, що отримані ним результати є безперечною ознакою існування життя на Марсі. Більшість науковців заперечує таку інтерпретацію Левіна. У посібнику з астробіології за 2006 рік містилося зауваження, що
...у випадку із земними нестерилізованими зразками, додавання поживних речовин після початкової інкубації спровокує утворення ще більшої кількості радіоактивного газу разом із тим, як ті бактерії, що до цього перебували у сплячці, прокинуться для споживання нової порції їжі. Проте з марсіанським ґрунтом все відбувалося не так; на Марсі друге й третє додавання поживних речовин не спричинювали додаткового утворення міченого газу.
Дехто з науковців стверджує, що супероксиди в ґрунті могли б спричинити цей ефект і без присутності будь-яких форм життя. Майже одностайний консенсус змусив відхилити дані, отримані в результаті експерименту «Labeled Release», як ознаку існування життя, оскільки газоадсорбційний хроматограф та мас-спектрометр, розроблені для виявлення природної органічної матерії, не виявили жодних органічних молекул. Результати програми «Вікінг», спрямованої на виявлення ознак життя, розглядаються загальною спільнотою наукових експертів щонайменше як непереконливі.
У 2007 році, у ході семінару лабораторії геофізики інституту Карнегі (м. Вашингтон, США), дослідження, проведене Гілбертом Левіном, було розглянуте ще раз. Левін і досі стверджує, що його початкові дані були вірними, оскільки активні та пасивні експерименти були проведені відповідно до затвердженої процедури. Ба більше, 12 квітня 2012 року команда Левіна висловила гіпотезу на основі старих даних — отриманих у результаті експерименту «Labeled Release» та повторно розтлумачених за допомогою кластерного аналізу — за якою ці дані можуть свідчити про «наявність мікробіологічного життя на Марсі». Критики висловлюють заперечення з цього приводу, стверджуючи, що ефективність такого методу ще не була підтверджена в контексті його здатності розмежовувати біологічні та небіологічні процеси на Землі, а тому ще передчасно робити будь-які висновки.
Команда дослідників із Національного автономного університету Мексики, під керівництвом Рафаеля Наварро-Ґонзалеса, зробила висновок, що обладнання GCMS (TV-GC-MS), яким були оснащені космічні апарати Viking для виконання пошуку органічних молекул, могли бути недостатньо чутливими для виявлення низького рівня органіки. Клаус Біманн, головний дослідник експерименту GCMS на апаратах Viking, написав спростування цього висновку. Через простоту роботи зі зразками, TV-GC-MS і досі вважається стандартним методом виявлення органіки, який планують використовувати і в майбутніх місіях-польотах на планету Марс, тому Наварро-Ґонзалес вважає, що майбутнє обладнання для праці з імовірними органічними речовинами на Марсі повинно включати також інші методи їх виявлення.

Після відкриття на Марсі перхлоратів, які були виявлені космічним зондом «Фенікс», практично та ж сама команда Наварро-Ґонзалеса опублікувала документ, у якому стверджувала, що результати досліджень GCMS, отримані «Вікінгом», були скомпрометовані через присутність перхлоратів. У посібнику з астробіології за 2011 рік міститься твердження, що
...тоді як перхлорати є надто слабкими окислювачами, аби відтворити результати експерименту Labeled Release (в умовах, у яких проводився той експеримент, перхлорати не окислюють органіку), він таки окислює, а отже, знищує органіку при вищих температурах, як ті, які були наявні при проведенні експериментів GCMS програми «Вікінг».
Біманн написав критичний відгук і на цю публікацію Наварро-Ґонзалеса, на що останній теж не забарився відповісти; цей їх обмін позиціями був опублікований у грудні 2011 року.

### Gillevinia straata
Твердження про існування життя на Марсі у формі Gillevinia straata базується на старих даних, повторно опрацьованих та поданих (переважно Гілбертом Левіном) як достатній доказ існування життя. Доказ, який підтримує думку про існування мікроорганізмів Gillevinia straata, базується на даних, зібраних двома космічними апаратами програми «Вікінг», які шукали біосигнатури, що могли бути залишені живими організмами, але результати цих аналізів («Labeled Release») були, за офіційними даними, непереконливими.
У 2006 році Маріо Крокко, нейробіолог із нейропсихіатричної лікарні Борда в Буенос-Айресі (Аргентина), запропонував створити новий номенклатурний ранг, який дав би змогу класифікувати певні результати аналізів, виконуваних апаратами «Вікінг» як «метаболічні», а отже такі, що належать певним формам життя. Крокко запропонував створити нові категорії біологічної класифікації (таксони), та помістити їх у нову систему біологічного царства, аби мати змогу класифікувати ймовірні роди марсіанських мікроорганізмів. Крокко запропонував наступний таксономічний розподіл:
- Система органічного життя: Solaria;
- Біосфера: Marciana;
- Царство: Jakobia (назване на честь нейробіолога Крістфріда Якоба);
- Рід та вид: Gillevinia straata.

Як результат, гіпотетична Gillevinia straata була б не бактерією (що в цьому випадку було б радше земним таксоном), а видом, належним до царства «Jakobia» біосфери «Marciana» системи «Solaria». Бажаним ефектом створення нової номенклатури мало стати оминання тягаря відсутності однозначних доказів існування життя; однак таксономія, запропонована Крокко, не була прийнята науковою спільнотою, і зараз вважається одноразовим nomen nudum. Тим більше, що жодна з марсіанських місій так і не спромоглася виявити слідів біомолекул.

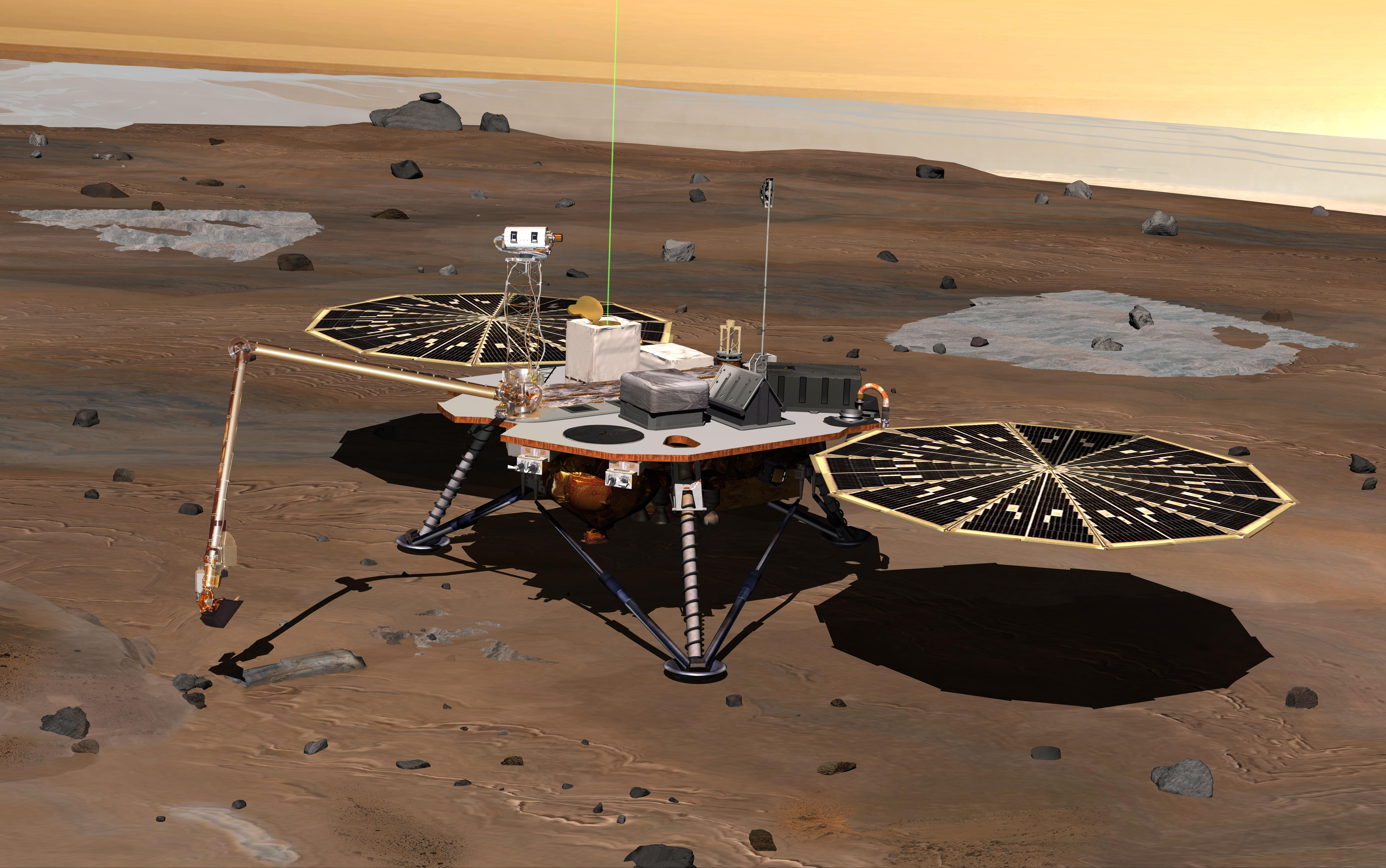
Художня ілюстрація, що демонструє вигляд космічного корабля «Фенікс».

### Космічний зонд Фенікс, 2008
У ході космічної місії «Фенікс» (Phoenix), 25 травня 2008 року у полярному регіоні Марса було висаджено роботизований космічний апарат, який працював у цій місцевості до 10 листопада 2008 року. Однією з головних цілей місії був пошук «життєпридатної зони» у марсіанському реголіті, де мікробне життя могло б існувати, тоді як іншою важливою метою було вивчення геологічної історії води на Марсі. Апарат має механічну руку довжиною в 2,5 м, за допомогою якої можна рити неглибокі траншеї в реголіті. Був виконаний електрохімічний експеримент, у ході якого були проаналізовані іони, що містяться в реголіті, а також кількість та тип антиоксидантів на Марсі. Дані, отримані в результаті програми «Вікінг» свідчать про те, що оксиданти на Марсі можуть різнитися залежно від широти, зважаючи на те, що «Вікінг-2» спостеріг меншу кількість оксидантів, аніж «Вікінг-1», місце висадки якого знаходилось північніше. «Фенікс» же висадився ще далі на північ.
Попередні дані, отримані з Фенікса, виявили, що марсіанський ґрунт містить перхлорати, а тому може бути не настільки придатним для життя, як вважалося раніше. Рівень pH та солоність були визначені як сприятливі з точки зору біології. Дослідники також виявили присутність зв'язаної води та CO2.

### Марсіанська наукова лабораторія

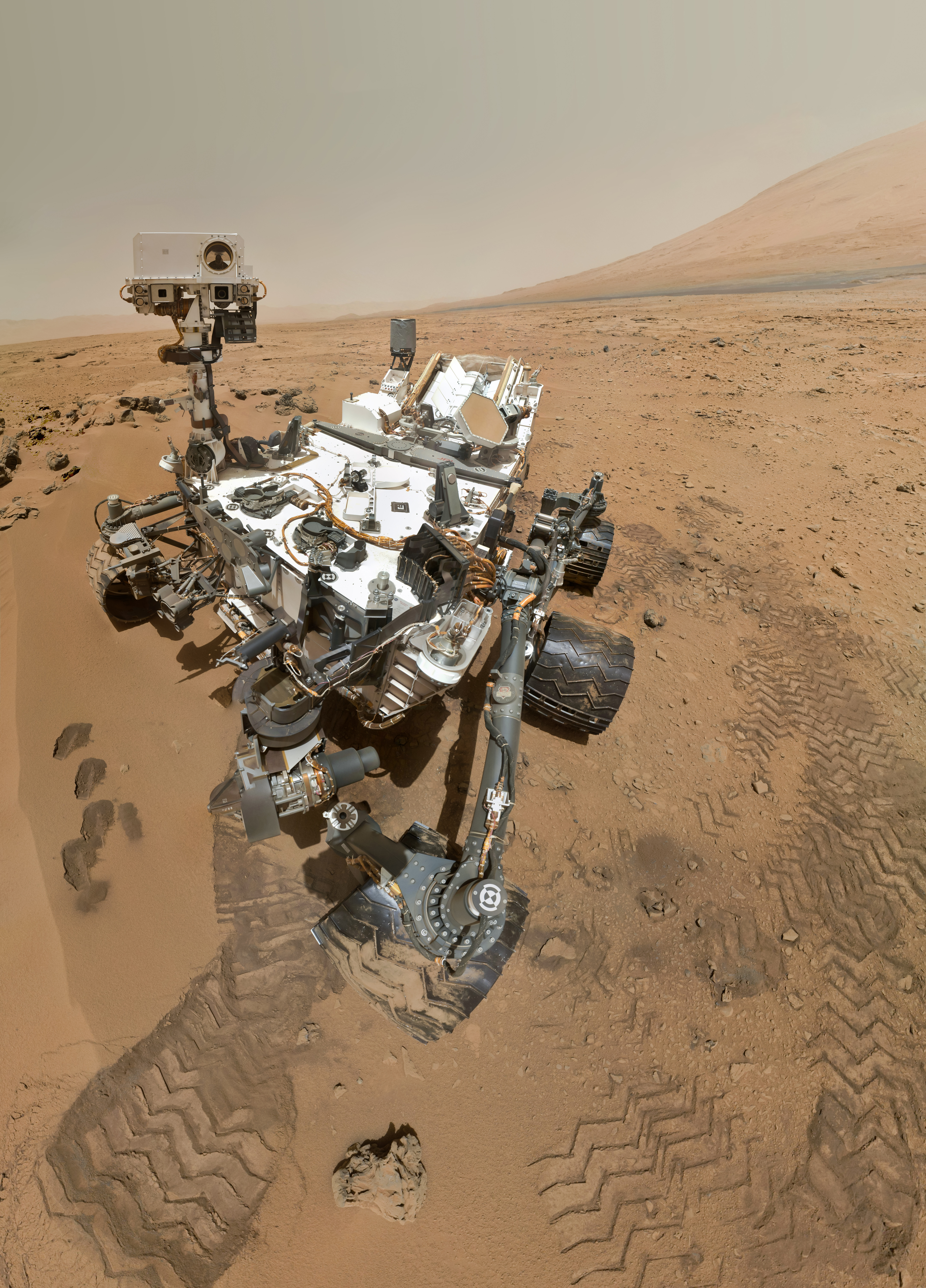
Автопортрет марсохода «К'юріосіті» У місцевості «Rocknest» (31 жовтня, 2012), з обідком кратера Ґейл далеко позаду, та схилами гори Еоліда збоку.

Космічна місія «Марсіанська наукова лабораторія» — це проєкт NASA, у ході якого 26 листопада 2011 року на Марсі було висаджено марсохід «К'юріосіті» — роботизований всюдихід на ядерному паливі, обладнаний інструментами, розробленими для оцінювання минулої та теперішньої життєпридатності середовища планети. Марсохід «К'юріосіті» приземлився на Марсі в районі долини Aeolis Palus у кратері Ґейл, поблизу гори Еоліда (також знана як гора Шарпа), 6 серпня 2012 року.

### ExoMars
Це європейська програма, у ході якої заплановано запуск багатьох космічних апаратів на Марс. Програмою займається Європейське космічне агентство (ESA) та Федеральне космічне агентство Росії, а два старти заплановані на 2016 та 2018 роки. Її головним науковим завданням буде пошук ймовірних біосигнатур на Марсі, минулих або теперішніх. Марсохід із колонковим буром довжиною в 2 метри буде використаний для збору зразків на різних глибинах під поверхнею, де може бути виявлена рідка вода та де мікроорганізми могли б вижити, захищені від згубного впливу космічної радіації.
14 березня 2016 року з космодрому «Байконур» стартувала ракета, яка доставить на Марс дослідні модулі. Заплановано, що на політ місії на Марс піде сім місяців. До Марсу вирушив орбітальний апарат Trace Gas Orbiter і десантний модуль Schiaparelli.

### Персеверанс
Місія «Персеверанс» — це місія із запуску на планету Марс нового планетохода. Місією займається NASA, запуск було здійснено 30 липня 2020 року. Посадка на Марс відбулася 18 лютого 2021 року. Завданням місії стане дослідження древніх умов марсіанського середовища в астробіологічному контексті, дослідження історії та природи геологічних процесів, які відбувалися в поверхневих шарах планети, у тому числі — оцінка життєпридатності та потенціалу до збереження біосигнатур у межах досяжних геологічних матеріалів.

### Майбутні місії
- Місія «Mars Sample Return» — найкращий із досі запропонованих експеримент по виявленню життя, у ході якого зразки марсіанського ґрунту мають бути доставлені на Землю і досліджені вже на місці з використанням найновітніших методів. Однак ще треба вирішити проблеми, пов'язані із забезпеченням та дотримуванням умов, необхідних для збереження ймовірних форм життя чи біосигнатур у зразках у період їх кількамісячного транспортування з Марса на Землю. Проте бентежить, що доведеться забезпечувати наявність таких умов середовища та таких поживних речовин, про потребу в яких досі нічого не відомо. Якщо мертві мікроорганізми будуть виявлені у такому зразку, буде вкрай важко переконатися в тому, що ці організми були ще живі, коли зразок був отриманий.